# Флотація окиснених цинкових руд
Флотація окиснених цинкових руд
В окиснених рудах промислове значення мають смітсоніт і каламін, деякі інші цинкові мінерали — цинкіт, вілеміт, франклінит мають другорядне значен-ня [1, 12 — 16, 24, 29 — 31, 36].
Окиснені цинкові мінерали, і перш за все смітсоніт і каламін, дуже погано піддаються сульфідизації. Крім того, ці мінерали присутні у зоні окиснення руд кольорових металів, де є не тільки звичайні залізовмісні мінерали, але й роз-чинні солі, які нівелюють флотаційні властивості окиснених мінералів і значно ускладнюють їхню селективну флотацію.
Найбільше перспективними методами вилучення окиснених цинкових мінералів із руд є метод Девіса-Андреєвої і метод Рея.
- Метод Девіса-Андреєвої полягає у попередній сульфідизації знешламленої густої пульпи (R =1 м3/т) сірчистим натрієм при температурі 50 — 70 °C про-тягом 20 — 25 хв., активації її мідним купоросом, розведеним холодною водою, і флотації ксантогенатами і дитіофосфатами при низьких значеннях рН = 7 — 7,5. Недоліки методу Девіса-Андреєвої, які обмежують його застосування — неза-стосовність для флотації руд з високим вмістом заліза, недостатня ефективність процесу по відношенню до силікатів цинку, а також необхідність підігріву пульпи до 50 — 70 °C.

- Метод Рея передбачає флотацію окиснених цинкових мінералів катіонними збирачами (первинними аліфатичними амінами, які містять 12 — 18 атомів вуглецю) при рН = 10,5 — 11,5 після перемішування пульпи з сірчистим натрієм при звичайній температурі. На флотацію негативно впливають шлами і глинисті матеріали, які поглинають амін. Тому перед флотацією пульпу знешламлюють. У деяких випадках перед сульфідизацією пульпа перемішується з содою і рідким склом. Завантаження сульфідизатора і збирача може бути порційним і одноразовим. Флотація проводиться при рН = 10 — 11,5. Метод Рея позбавлений недоліків методу Девіса-Андреєвої і забезпечує більш високі і стабільні технологічні показники.

Витрати сірчистого натрію у обох випадках 3 — 6 кг/т, витрати збирача 150—300 г/т. Як спінювач використовується соснове масло. Пуста порода депресується рідким склом або карбоксиметилцелюлозою (300—400 г/т).
Флотація окисненого цинку звичайно здійснюється успішно тільки на знешламленій пульпі.
У загальному випадку вилучення окиснених цинкових мінералів у концентрат, що містить 38 — 43 % цинку, визначається можливістю механічного відділення корисних мінералів від пустої породи і можливістю запобігання шкідливого впливу розчинних солей і шламів.
При одночасній присутності у рудах сульфідних і окиснених мінералів свинцю і цинку звичайно застосовується схема, яка передбачає такі цикли: флотація сульфідів (колективна або селективна із застосуванням ціаніду і сірчистого натрію); флотація окиснених мінералів свинцю; флотація мінералів цинку. Послідовність процесу може бути дещо змінена у залежності від особливостей руди. Однак, така схема має недоліки: великі витрати реагентів; необхідність ретельного контролю реагентного режиму внаслідок різких коливань речовин-ного складу цих руд; великі і неминучі втрати корисних мінералів зі шламами; недостатньо високі технологічні показники.